# Trans-Continental Hustle
Trans-Continental Hustle – piąty album grupy Gogol Bordello, który ukazał się 27 kwietnia 2010. Produkcja – Rick Rubin. Płyta inspirowana jest życiem Eugene Hütza w Brazylii, gdzie przeniósł się w roku 2008.

## Lista utworów
1. „Pala Tute” – 4:05
2. „My Companjera” – 3:22
3. „Sun Is on My Side” – 4:25
4. „Rebellious Love” – 3:57
5. „We Comin’ Rougher (Immigraniada)” – 3:47
6. „When Universes Collide” – 4:48
7. „Uma Menina Uma Cigana” – 4:35
8. „Raise the Knowledge” – 4:57
9. „Last One Goes the Hope” – 4:35
10. „To Rise Above” – 3:48
11. „In the Meantime in Pernambuco” – 3:11
12. „Break the Spell” – 4:07
13. „Trans-Continental Hustle” – 4:17
14. „Cynic” – 3:23 (utwór dodatkowy)

## Twórcy
- Eugene Hütz – wokal, gitara akustyczna, instrumenty perkusyjne
- Siergiej Riabcew – skrzypce, wokale
- Jurij Lemeszew – akordeon, wokale
- Oren Kaplan – gitara, wokale
- Thomas „Tommy T” Gobena – gitara basowa, wokale
- Pamela Jintana Racine – instrumenty perkusyjne, wokal, taniec
- Elizabeth Sun – instrumenty perkusyjne, wokal, taniec
- Pedro Erazo – instrumenty perkusyjne
- Oliver Charles – bębny